# Víctor Palomo
Víctor Palomo Juez (Barcelona, 25 de mayo de 1949 - Gerona, 11 de febrero de 1985) fue un deportista español Campeón del mundo de esquí acuático en la modalidad de eslalon en 1970 y campeón  trofeo FIM de 750cc en 1976.

## Biografía
Fue una persona polideportiva desde muy joven, destacando en deportes acuáticos.
En 1969 en el Campeonato de esquí acuático celebrado en la ciudad de Copenhague en Dinamarca, se proclamó campeón del mundo de eslalon a los 21 años de edad.
Por problemas con sus cervicales tuvo que abandonar el esquí acuático e incluso el motocross que luego empezó a practicar. Hizo también sus escarceos en algunas carreras de coches.
Pero donde más popularidad obtuvo fue en el motociclismo. En 1972 empieza a correr carreras del Campeonato del Mundo de forma privada, consiguiendo algunos buenos resultados.
Ganó el Gran Premio de España de Motociclismo correspondiente al Campeonato del Mundo disputado en el circuito de Montjuïc en 1974 en la categoría de 350 cc. En 1976 fue ganador del trofeo FIM (Federación Internacional de Motociclismo) en la categoría de 750 cc al año siguiente este mismo campeonato obtuvo la calificación de Campeonato del Mundo. Víctor terminó sexto en 350cc que ganó Walter Villa en Aermacchi Harley-Davidson.
Tuvo un grave accidente en la carrera de las 24 Horas de Montjuïc celebrada el 6 de julio de 1979, donde al hacerse de noche, impactó en un cambio de rasante con otra motocicleta que iba sin luces y averiada. El choque fue tan fuerte que la moto de Víctor se partió en dos y él estuvo a punto de perder su pierna.
Después de este accidente aún corrió el campeonato del mundo en la categoría de 500 cc con algún buen resultado. En el Gran Premio de Yugoslavia en julio de 1982 tuvo otro accidente en el que se rompió la pelvis.
En esta época pasó largas temporadas en Sant Jordi (Ibiza), donde se reunía de forma habitual con Ángel Nieto y Barry Sheene en un bar llamado Can Jurat.[cita requerida]
Falleció el 11 de febrero de 1985 por complicaciones de la diabetes que sufría. Tenía 36 años de edad.

## Palmarés
- 1969 Campeón del Mundo de esquí acuático, modalidad de eslalon.
- 1974 Ganador del Gran Premio de España de Motociclismo de 350 cc, en Montjuïc.
- 1976 Campeón de Europa de Fórmula 750 de la FIM, en 750 cc y ganador de 3 carreras. (Silverstone, Assen y Hockenheimring).[5]
- 1978 Campeón de España en el Campeonato de España de Velocidad, en 750 cc.[6]
- A lo largo de su carrera en el Campeonato del Mundo de Motociclismo, consiguió 8 podios (1 vez primero, 4 veces segundo y 3 veces tercero) y 1 pole.

## Resultados en el Campeonato del Mundo
Sistema de puntuación desde 1969 hasta 1987:
| Posición | 1.º | 2.º | 3.º | 4.º | 5.º | 6.º | 7.º | 8.º | 9.º | 10.º |
| Puntos   | 15  | 12  | 10  | 8   | 6   | 5   | 4   | 3   | 2   | 1    |

### Carreras por año
(Carreras en negrita indica pole position, carreras en cursiva indica vuelta rápida)
| Año  | Cat.  | Equipo      | Moto    | 1       | 2       | 3         | 4       | 5       | 6       | 7       | 8       | 9       | 10      | 11      | 12      | 13      | Pts. | Pos. |
| ---- | ----- | ----------- | ------- | ------- | ------- | --------- | ------- | ------- | ------- | ------- | ------- | ------- | ------- | ------- | ------- | ------- | ---- | ---- |
| 1972 | 250cc | Yamaha      | ALE -   | FRA -   | AUT -   | NAC -     | IDM -   | YUG -   | NED -   | BEL -   | RDA -   | CZE -   | SUE -   | FIN -   | ESP 7   |         | 4    | 31.º |
| 1973 | 250cc | Yamaha      | FRA -   | AUT -   | ALE 9   |           | IDM -   | YUG -   | NED 13  | BEL 9   | CHE 11  | SUE 12  | FIN -   | ESP Ret |         |         | 4    | 34.º |
| 1973 | 350cc | Yamaha      | FRA 13  | AUT -   | ALE 2   | NAC 11    | IDM -   | YUG -   | NED -   |         | CHE 12  | SUE -   | FIN 13  | ESP Ret |         |         | 12   | 16.º |
| 1974 | 250cc | Yamaha      |         | GER DNS |         | NAC -     | IDM -   | NED -   | BEL Ret | SUE -   | FIN -   | CHE 10  | YUG 7   | ESP 5   |         |         | 11   | 18.º |
| 1974 | 350cc | Yamaha      | FRA DNQ | GER DNS | AUT 16  | NAC Ret + | IDM -   | NED Ret |         | SUE 7   | FIN Ret |         | YUG 6   | ESP 1   |         |         | 24   | 9.º  |
| 1974 | 500cc | Yamaha      | FRA -   | GER DNS | AUT Ret | NAC Ret   | IDM -   | NED 8   | BEL Ret | SUE 8   | FIN Ret | CHE 11  |         |         |         |         | 6    | 26.º |
| 1975 | 250cc | SMAC-Yamaha | FRA DNQ | ESP Ret |         | ALE 3     | NAC -   | IDM -   | NED Ret | BEL 16  | SUE 4   | FIN Ret | CZE -   | YUG Ret |         |         | 18   | 11.º |
| 1975 | 350cc | SMAC-Yamaha | FRA DNQ | ESP 4   | AUT Ret | ALE Ret   | NAC Ret | IDM -   | NED Ret |         |         | FIN 7   | CZE 3   | YUG Ret |         |         | 22   | 11.º |
| 1975 | 500cc | Yamaha      | FRA -   |         | AUT Ret | ALE -     | NAC -   | IDM -   | NED -   | BEL Ret | SWE DNQ | FIN -   | CZE -   |         |         |         | 0    | -    |
| 1976 | 250cc | Yamaha      | FRA -   |         | NAC Ret | YUG -     | IDM -   | NED 5   | BEL 6   | SWE Ret | FIN Ret | CZE 4   | ALE 8   | ESP 5   |         |         | 25   | 10.º |
| 1976 | 350cc | SMAC-Yamaha | FRA Ret | AUT 13  | NAC Ret | YUG -     | IDM -   | NED Ret |         |         | FIN 8   | CZE 2   | ALE 6   | ESP 2   |         |         | 29   | 6.º  |
| 1976 | 500cc | Yamaha      | FRA 6   | AUT 7   | NAC Ret |           | IDM -   | NED -   | BEL Ret | SWE 7   | FIN -   | CZE Ret | ALE -   |         |         |         | 13   | 18.º |
| 1977 | 250cc | Yamaha      | VEN 3   |         | GER -   | NAT -     | ESP -   | FRA DNQ | YUG -   | NED -   | BEL -   | SWE DNQ | FIN Ret | CZE Ret | GBR -   |         | 10   | 20.º |
| 1977 | 350cc | Yamaha      | VEN 2   |         | GER -   | NAT -     | ESP -   | FRA DNQ | YUG -   | NED -   |         | SWE 18  | FIN Ret | CZE 5   | GBR Ret |         | 18   | 14.º |
| 1978 | 350cc | Yamaha      | VEN -   |         | AUT DNQ | FRA -     | NAT -   | NED 15  |         | SWE -   | FIN -   | GBR Ret | GER -   | CZE -   | YUG -   |         | 0    | -    |
| 1978 | 500cc | Suzuki      | VEN -   | ESP DNQ | AUT DNQ | FRA -     | NAT -   | NED -   | BEL -   | SWE -   | FIN -   | GBR -   | GER -   |         |         |         | 0    | -    |
| 1979 | 250cc | Yamaha      | VEN -   |         | GER -   | NAT -     | ESP 15  | YUG -   | NED 16  | BEL -   | SWE -   | FIN -   | GBR -   | CZE -   | FRA -   |         | 0    | -    |
| 1979 | 350cc | Yamaha      | VEN -   | VEN -   | GER -   | NAT -     | ESP 8   | YUG -   | NED Ret |         |         | FIN -   | GBR -   | CZE -   | FRA -   |         | 3    | 29.º |
| 1982 | 500cc | Suzuki      | ARG -   | AUT -   | FRA Ret | ESP 8     | NAT 18  | NED 21  | BEL Ret | YUG Ret | GBR -   | SWE -   |         |         | RSM Ret | GER Ret | 0    | -    |